# Mühlau (Sachsen)
Mühlau ist eine Gemeinde im Landkreis Mittelsachsen in Sachsen. Sie ist Teil der Verwaltungsgemeinschaft Burgstädt.

## Geographie

### Geographische Lage
Mühlau liegt im Mulde-Lösshügelland ca. 3 km nördlich von Limbach-Oberfrohna und 15 km nordwestlich von Chemnitz. Der durch Mühlau fließende Bach namens Elsing entwässert in die Zwickauer Mulde.

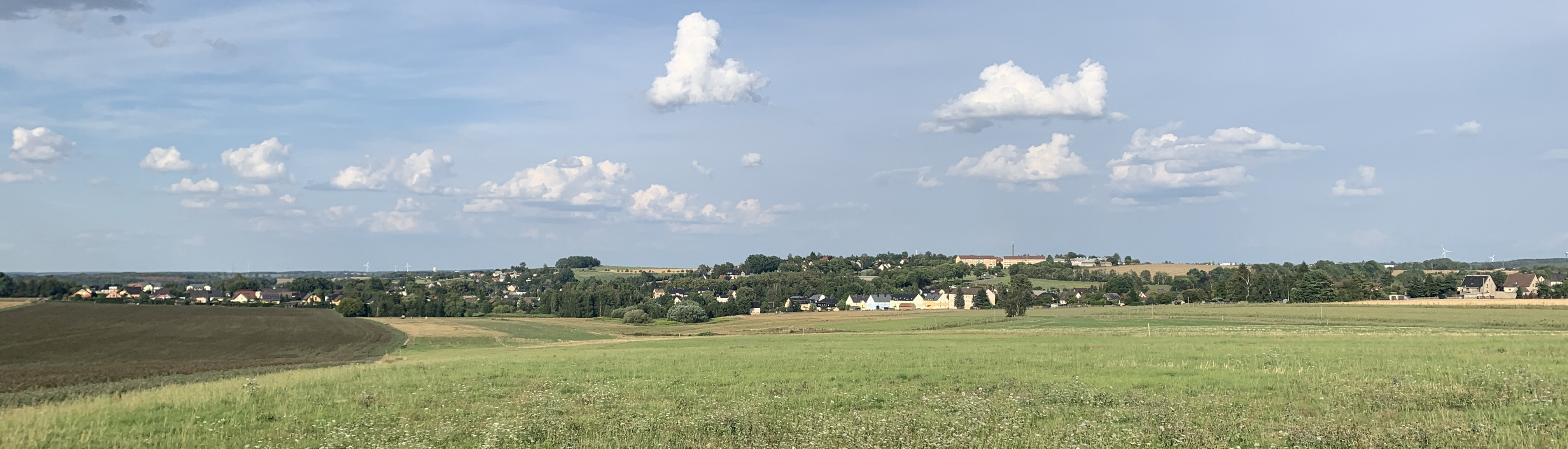
Panoramabild, Blick aus Richtung Südwesten

### Nachbarorte
|                                                        | Penig (Ortsteil Chursdorf)                  |                                                   |
|                                                        | Kompassrose, die auf Nachbargemeinden zeigt | Burgstädt (Ortsteile Burkersdorf und Göppersdorf) |
| Niederfrohna (Ortsteile Niederfrohna und Mittelfrohna) |                                             | Hartmannsdorf                                     |

## Geschichte

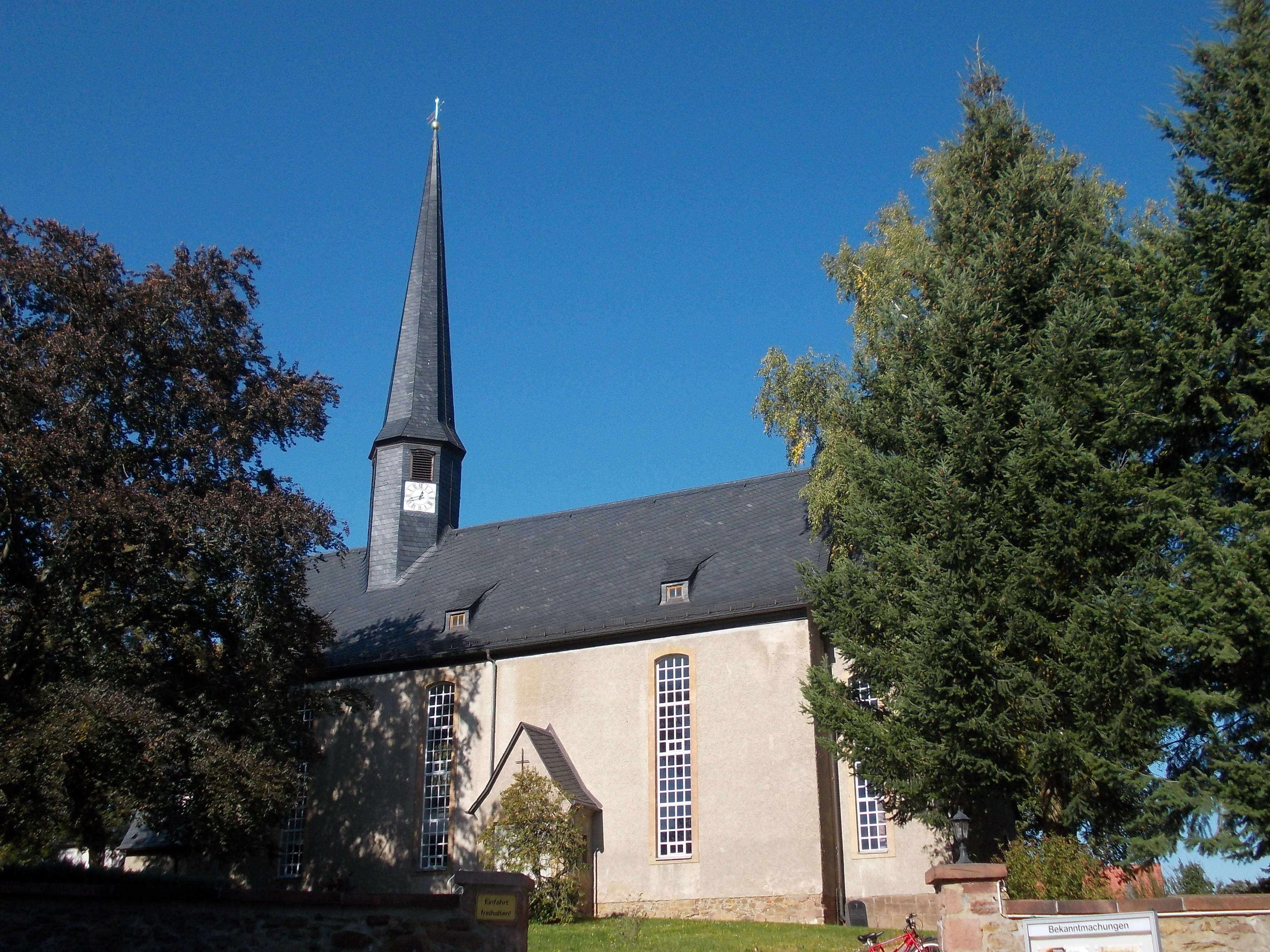
Kirche von Mühlau

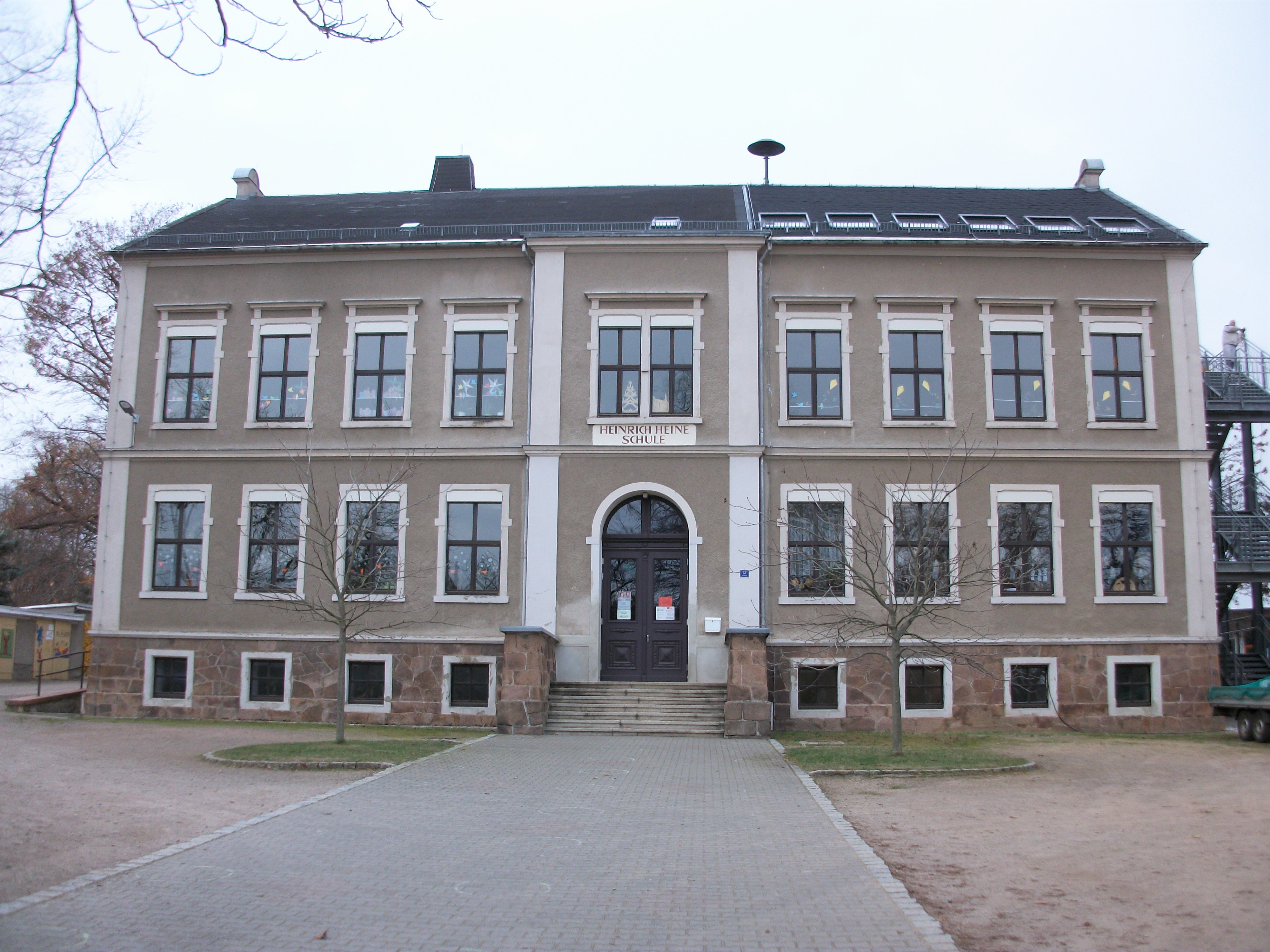
Heinrich-Heine-Grundschule Mühlau

Die ersten Siedler von Mühlau kamen damals ursprünglich aus Mehlem bei Bonn am Rhein und sie wurden vom Kloster Zschillen ins Land geholt. Der Ortsname Mühlau leitet sich vom ehemaligen Heimatort ab. Im Jahr 1346 wurde Mühlau erstmals auch als Mehlen urkundlich erwähnt.
Das Waldhufendorf war bezüglich der politischen Verwaltung bis ins 19. Jahrhundert in einen wettinischen und einen schönburgischen Anteil geteilt. Der wettinische Anteil von Mühlau gehörte bezüglich der Grundherrschaft zum Rittergut Mittelfrohna, deren Besitz wiederum als Exklave zum kursächsischen bzw. königlich-sächsischen Amt Rochlitz gehörte. Der zu den Schönburgischen Herrschaften gehörige Anteil war bezüglich der Verwaltung nochmals dreigeteilt und stand ebenfalls unter kursächsisch-wettinischer Oberhoheit. Ein Anteil gehörte als Amtsdorf zur schönburgischen Lehnsherrschaft  Penig, ein weiterer unterstand der Erbgerichtsbarkeit der schönburgischen Lehnsherrschaft Rochsburg. Der dritte Anteil von Mühlau, der unter schönburgischer Lehnsherrschaft stand, bildete ein eigenes Patrimonialgericht, dem die Mühlauer Untertanen des Ritterguts Callenberg unterstanden. Da die Grundherrschaft Callenberg als Vasallengericht unter der Verwaltung der schönburgischen Herrschaft Waldenburg stand, war auch das Patrimonialgericht Mühlau dem Rentamt in Waldenburg unterstellt. Die Verwaltung dieses Dingstuhls Mühlau übernahm wiederum der Amtmann der schönburgischen Lehnsherrschaft Penig. Bezüglich der Jurisdiktion gehörte der Dingstuhl Mühlau zum Justizamt Remse.
Im Jahre 1836 wurde die Verwaltung des Dingstuhls Mühlau an das königlich-sächsische Amt Rochlitz übergeben. Bereits 1835 wurde mit der Herrschaft Penig auch der Peniger Anteil von Mühlau dem Amt Rochlitz zugeordnet.
Ab 1856 gehörte Mühlau in der Gesamtheit zum Gerichtsamt Penig und ab 1875 zur Amtshauptmannschaft Rochlitz. Durch die zweite Kreisreform in der DDR kam Mühlau im Jahr 1952 zum Kreis Chemnitz-Land im Bezirk Chemnitz (1953 in Kreis Karl-Marx-Stadt-Land und Bezirk Karl-Marx-Stadt umbenannt), der ab 1990 als sächsischer Landkreis Chemnitz fortgeführt wurde. Bei dessen Auflösung kam die Gemeinde Mühlau im Jahr 1994 zum Landkreis Mittweida, der 2008 im Landkreis Mittelsachsen aufging.

## Politik

### Gemeinderat
Seit der Gemeinderatswahl am 9. Juni 2024 verteilen sich die 14 Sitze des Gemeinderates folgendermaßen auf die einzelnen Gruppierungen:
- Mühlauer Vereine (MV): 13 Sitze
- Einzelvorschlag Volkar Bretschneider: 1 Sitz

Ist nur eine Liste eingereicht, können händisch Personen auf dem Wahlzettel notiert werden. Das war 2024 der Fall. Eine Person wurde auf diese Weise in den Gemeinderat gewählt.
| Gemeinderat ab 2024Insgesamt 14 Sitze - EV: 1 - MV: 13 | Liste                   | 2024   | 2024   | 2019           | 2019           | 2014           | 2014           |
| Gemeinderat ab 2024Insgesamt 14 Sitze - EV: 1 - MV: 13 | Liste                   | Sitze  | in %   | Sitze          | in %           | Sitze          | in %           |
| Gemeinderat ab 2024Insgesamt 14 Sitze - EV: 1 - MV: 13 | Mühlauer Vereine        | 13     | 91,6   | 10             | 68,0           | 4              | 23,4           |
| Gemeinderat ab 2024Insgesamt 14 Sitze - EV: 1 - MV: 13 | Einzelvorschläge        | 1      | 8,4    | nicht zulässig | nicht zulässig | nicht zulässig | nicht zulässig |
| Gemeinderat ab 2024Insgesamt 14 Sitze - EV: 1 - MV: 13 | Bürgerinitiative Mühlau | –      | –      | 4              | 32,0           | 5              | 32,4           |
| Gemeinderat ab 2024Insgesamt 14 Sitze - EV: 1 - MV: 13 | CDU                     | –      | –      | –              | –              | 4              | 23,7           |
| Gemeinderat ab 2024Insgesamt 14 Sitze - EV: 1 - MV: 13 | AfM                     | –      | –      | –              | –              | 1              | 11,0           |
| Gemeinderat ab 2024Insgesamt 14 Sitze - EV: 1 - MV: 13 | NPD                     | –      | –      | –              | –              | –              | 4,8            |
| Gemeinderat ab 2024Insgesamt 14 Sitze - EV: 1 - MV: 13 | SPD                     | –      | –      | –              | –              | –              | 4,6            |
| Gemeinderat ab 2024Insgesamt 14 Sitze - EV: 1 - MV: 13 | Wahlbeteiligung         | 71,6 % | 71,6 % | 72,1 %         | 72,1 %         | 61,2 %         | 61,2 %         |

### Bürgermeister
Im März 2021 wurde Frank Rüger (Mühlauer Vereine) mit 65,2 % der Stimmen zum neuen Bürgermeister gewählt. Er ist Vorgänger und Nachfolger von Frank Petermann (Amtszeit 2015 bis 2021).
| Wahl | Bürgermeister   | Vorschlag        | Wahlergebnis (in %) |
| ---- | --------------- | ---------------- | ------------------- |
| 2021 | Frank Rüger     | Mühlauer Vereine | 65,2                |
| 2015 | Frank Petermann | AfM              | 51,9                |
| 2008 | Frank Rüger     | Rüger            | 58,2                |
| 2001 | Frank Rüger     | CDU              | 68,4                |

## Kultur und Sehenswürdigkeiten
- siehe auch: Liste der Kulturdenkmale in Mühlau

## Verkehrsanbindung
Die nahe gelegene A 4 ist über die Anschlüsse Limbach-Oberfrohna und Chemnitz-Mitte zu erreichen. Die A 72 nach Leipzig führt an der Gemeinde vorbei und ist über die Anschlüsse Hartmannsdorf und Niederfrohna zu erreichen. Durch Mülau führt die herabgestufte Trasse der ehemaligen Bundesstraße 95.

## Persönlichkeiten
- Friedrich Oskar Brauer (1834–1912), Unternehmer
- Albert Hößler (1910–1942), KPD-Mitglied, NKWD-geschulter Spanienkämpfer, Fallschirmagent der Sowjetunion im Zweiten Weltkrieg
- Rolf Heinig (1924–2008), Pilot, Wissenschaftler und Hochschullehrer
- Johannes Borges (1936–2020), Maler und Grafiker